# Janusz Kuligowski
Janusz Aleksander Kuligowski (ur. 7 sierpnia 1959) – polski historyk, archiwista i regionalista, doktor nauk humanistycznych. Od 1998 dyrektor Archiwum Prezydenta RP. Znawca historii Mińska Mazowieckiego i okolic.

## Życiorys
Ukończył studia historyczne na Wydziale Nauk Humanistycznych Katolickiego Uniwersytetu Lubelskiego. 6 kwietnia 2011 roku uzyskał stopień doktora nauk humanistycznych na Uniwersytecie Przyrodniczo-Humanistycznym w Siedlcach na podstawie rozprawy doktorskiej pt. Życie polityczne, społeczno-gospodarcze i kulturalne powiatu mińskomazowieckiego w latach 1918–1939. Promotorem pracy był dr hab. Arkadiusz Kołodziejczyk.
Z zagadnieniami archiwistyki związany od 1985 roku. W latach 1986–1998 pracował w Archiwum Państwowym w Siedlcach, gdzie był inicjatorem licznych wystaw oraz autorem wielu tekstów publikowanych w czasopiśmie Prace Archiwalno-Konserwatorskie. W 1998 został powołany na stanowisko dyrektora Archiwum Prezydenta RP.
Aktywny działacz społeczny i organizator życia naukowego na szczeblu lokalnym. W latach 1991–2008 pełnił funkcję prezesa Towarzystwa Przyjaciół Mińska Mazowieckiego, którego działalność reaktywował. Od 1992 roku redaktor naczelny Rocznika Mińskomazowieckiego, a także redaktor Mińskich Zeszytów Muzealnych i Rocznika Stanisławowskiego. Autor i współautor wielu publikacji naukowych i popularnonaukowych, głównie poświęconych historii regionalnej. Jego dorobek obejmuje m.in. książkę opartą na jego rozprawie doktorskiej. Uznawany za jednego z najwybitniejszych badaczy dziejów Mińska Mazowieckiego i okolic.
Od 2008 zasiada w radzie Fundacji Polonia Restituta. Od 2009 skarbnik Mazowiecko-Podlaskiego Towarzystwa Naukowego. Od marca 2013 roku zasiada w Radzie Archiwalnej przy Naczelnej Dyrekcji Archiwów Państwowych. Od 2024 jest członkiem zarządu stowarzyszenia Stanisławowskie Towarzystwo Historyczne.
Jest członkiem Stanisławowskiego Towarzystwa Historycznego oraz Stowarzyszenia Archiwistów Polskich. Angażuje się również w działalność Muzeum Ziemi Mińskiej, gdzie zasiada w radzie społecznej.

## Odznaczenia i nagrody
- Złoty Krzyż Zasługi (za zasługi w działalności na rzecz społeczności lokalnej, 6 czerwca 2002)[15]
- Brązowy Medal „Zasłużony Kulturze Gloria Artis” (upowszechnianie kultury, 22 października 2007)[16]
- Tytuł Zasłużony dla Mińska Mazowieckiego (za szczególne zasługi dla rozwoju i promocji lokalnego dziedzictwa historycznego, 23 maja 2011)[17]